# Aéroport de Whitewood
L'aéroport de Whitewood est situé à Whitewood en Saskatchewan au Canada.